# Wallfahrtskirche St. Wolfgang am Stein

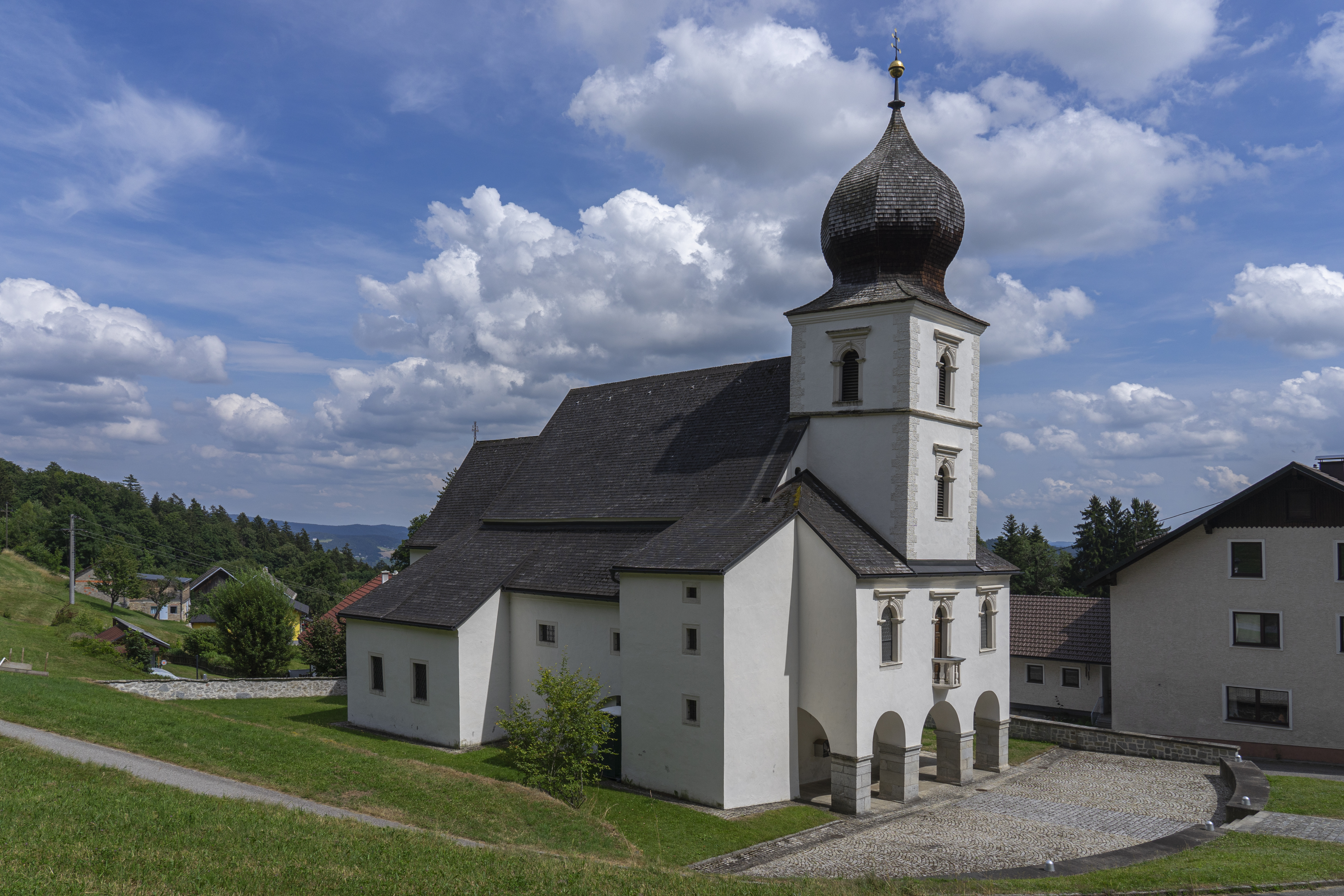
Wallfahrtskirche St. Wolfgang am Stein

Die römisch-katholische Wallfahrtskirche St. Wolfgang am Stein steht im Ort St. Wolfgang in der Marktgemeinde Aigen-Schlägl im Bezirk Rohrbach in Oberösterreich. Die dem hl. Wolfgang geweihte Filialkirche von Aigen gehört zum Dekanat Rohrbach in der Diözese Linz. Die Kirche steht unter Denkmalschutz.

## Geschichte
Der einst berühmte Wallfahrtsort liegt im Mühlholz mitten im Wald, wo wohl bei einem heute verschwundenen Spurstein (Wolfgangirast) ein nach dem Volksglauben heilkräftiges Wasser floss. 1430 hier wird zum ersten Mal eine hölzerne Kapelle zum heiligen Stein erwähnt. Abt Martin Greysing vom Stift Schlägl ließ im 17. Jahrhundert die Wallfahrtskirche in der heutigen, barocken From umbauen. Für Wallfahrten ist eine Außenkanzel vorhanden.

## Architektur
Die Kirche ist ein spätgotischer, von der frühbarocken Umgestaltung geprägter, Saalbau mit eingezogenem Polygonalchor und mächtigem Turm. Die Kirche wurde um 1500 errichtet und zwischen 1641 und 1644 Cipriano Novo und Francesco Canevale barockisiert.

## Ausstattung

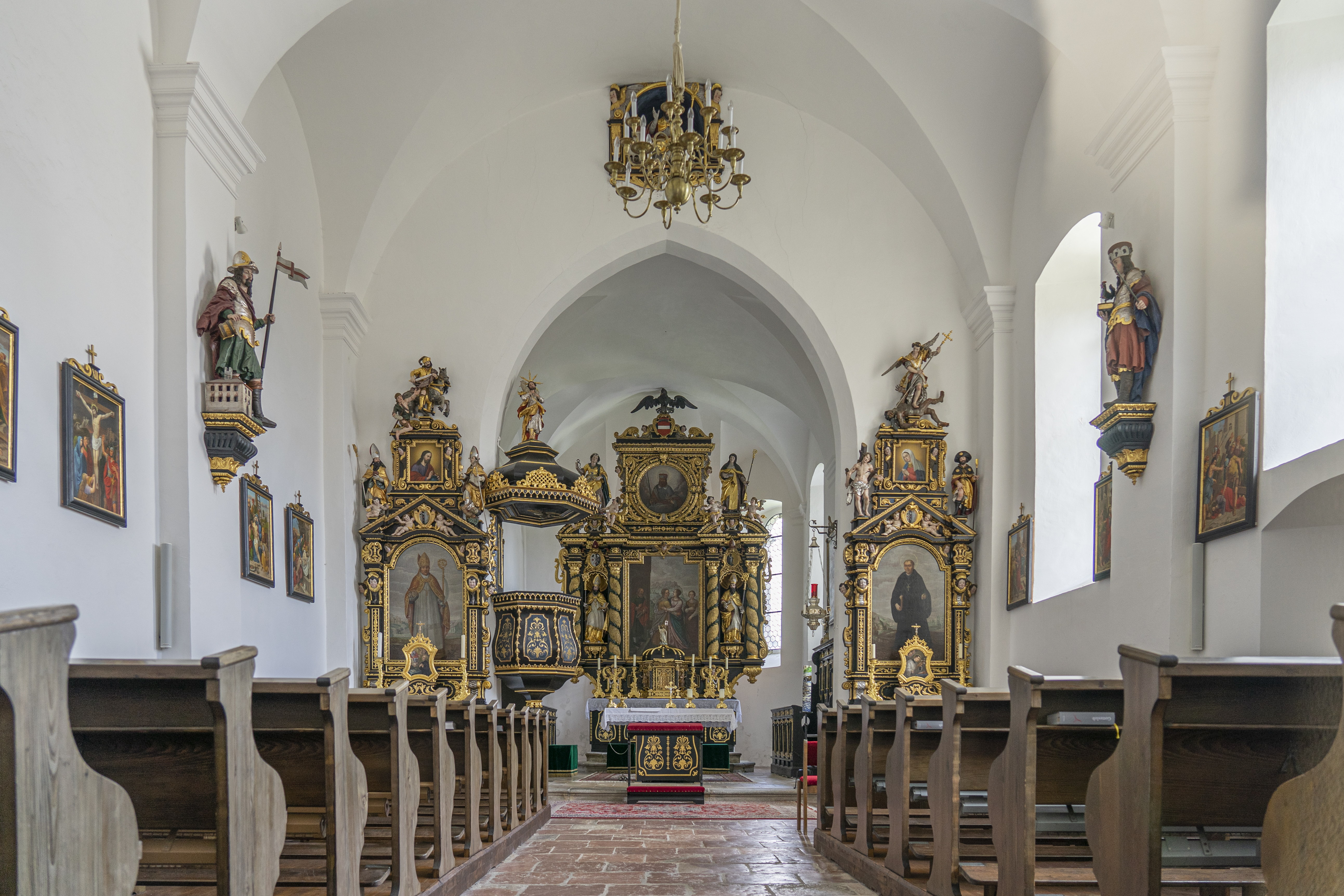
Innenansicht der Wallfahrtskirche St. Wolfgang am Stein

Die Ausstattung der Kirche ist barock. Die St.-Wolfgang-Statue mit Kirchenmodell, die Heiligenfiguren sowie der Hochaltar stammt von Johann Worath aus dem Jahr 1644. Die Gemälde wurden ebenfalls 1644 von David Stangl geschaffen. Die neubarocke Kanzel stammt aus dem 19. Jahrhundert.

## Umgebung
Die Friedenskapelle oberhalb des heutigen Parkplatzes westlich der Wallfahrtskirche wurde 1652 von Cipriano Novo errichtet.
An der Südseite entspringt eine Quelle, die in einer Steinmuschel aus Granit aufgefangen wird. Dem Wasser wird heilende Wirkung, vor allem für Augenleiden, zugeschrieben. Über dem Muschelbecken der Brunnenkapelle befindet sich eine Sitzfigur des hl. Wolfgang, die Johannes Spaz zwischen 1644 und 1647 aus weißem Marmor schuf.